# Kvarnsjön (Östra Frölunda socken, Västergötland)
Kvarnsjön är en sjö i Svenljunga kommun i Västergötland och ingår i Ätrans huvudavrinningsområde.